# 新生台ファミリープラザステイ
新生台ファミリープラザステイは北海道苫小牧市にある商業施設である。

## 概要
1956年9月に岩倉組がホモゲン第二工場を開設した。その後、苫小牧港の開港に伴う苫小牧市の発展により、この地一帯の宅地化が進んだ。環境、衛生上で問題となり、工場を閉鎖し、臨海部木工団地に工場を新設し、岩倉組関連の施設が移転した。跡地は岩倉土地開発が宅地造成し、新生台と愛称を付け分譲した。
岩倉組が団地造成の中で新生台ファミリープラザを建設することになり、岩倉組と地元の商店会との間で話し合いが進められた。キーテナントの議論がされている状況の中で、1985年ごろ、道央市民生協は岩倉組にキーテナントとしての出店計画を提案。話し合いが進められ、1987年12月に生協がキーテナントとなり、地元事業者との共同出店とすることが決まった。近隣の双葉店、美園店の閉店を条件に、生協と地元業者が同一建物に共存する全国でも珍しいケースとなった。1988年3月7日に愛称を「STAY（とどまる、滞在するの意）」とすることを発表した。
1988年10月1日にオープンし、開店日には苫小牧市はもとより近郊から4万人が来店した。生協をキーテナントに30のテナントで構成し、西友と衣料部門を中心とする商品提携を行い、鮮魚では地元商業者をテナントに迎えた。
1996年に旧岩倉体育館に家電のジョーシンアインズがステイのテナントとして出店することになり、これを機に改装を行い、8月13日に改装オープンした。
コープさっぽろが改装のため、2024年9月1日18時に一時閉店し、9月6日リニューアルオープンした。

## 沿革
- 1988年
  - 3月7日 - 愛称が「STAY」に決定。
  - 4月12日 - 着工。
  - 10月1日 - 開店。
- 1996年8月13日 - 改装オープン。
- 2006年3月 - 道央市民生協からコープさっぽろに移管[10]。

## フロアガイド
出典:
1階
- オバラメガネ（メガネ）
- クリーンライン カクサダ（クリーニング）
- コープさっぽろ（スーパーマーケット）
- サンヴァリエ（パン）
- ステイ眼科[11]（病院）
- スピード修理共進チェーン（リペア）
- サン・ロマーノ（靴屋）
- ながやま（衣料）
- 花のみずの（花）
- ハンサム（理容室）
- ブックメイトしんどう（書店）
- 六本木スキャンダル（美容室）
- 山崎正効堂薬局（ドラッグ）
- チャンスセンター[12]（宝くじ、別棟）
- ATMコーナー
  - 苫小牧信用金庫[13]

2階
- サンキ（衣料）
- ダイソー（100円ショップ）
- ATMコーナー
  - 北洋銀行
  - 北海道銀行
  - 苫小牧信用金庫[13]

### 過去に入居していたテナント
- ジョーシンアインズ
- ベスト電器
2007年（平成19年）3月25日閉店[14]。
- マクドナルド
2024年7月25日開店の苫小牧清水町店へ移転のため閉店[15]。

## 周辺施設
- プレイランドハッピー三光店
- 焼肉レストラン食道園新生台店
- ゲオ苫小牧新生台店
- サンドラッグ苫小牧三光店
- 苫小牧信用金庫美園支店
- 北海道苫小牧工業高等学校
- 苫小牧市立緑小学校
- 苫小牧市立和光中学校

### かつて存在した施設
- DCM新生台店（2025年2月28日閉店[16]）